# منطقة سايها
سايها رمزها «SA» (بالإنجليزية: Saiha)‏ ، هو تقسيم إداري لدولة الهند تتبع ولاية ميزورام (بالإنجليزية: Mizoram)‏ ، مركزها هو مدينة سايها (بالإنجليزية: Saiha)‏ عدد سكانها حسب تعداد سنة 2001 هو 60,823 ، مساحتها 1,414 كم² وكثافة السكان 43 لكل كم² .